# Sistema triclínic

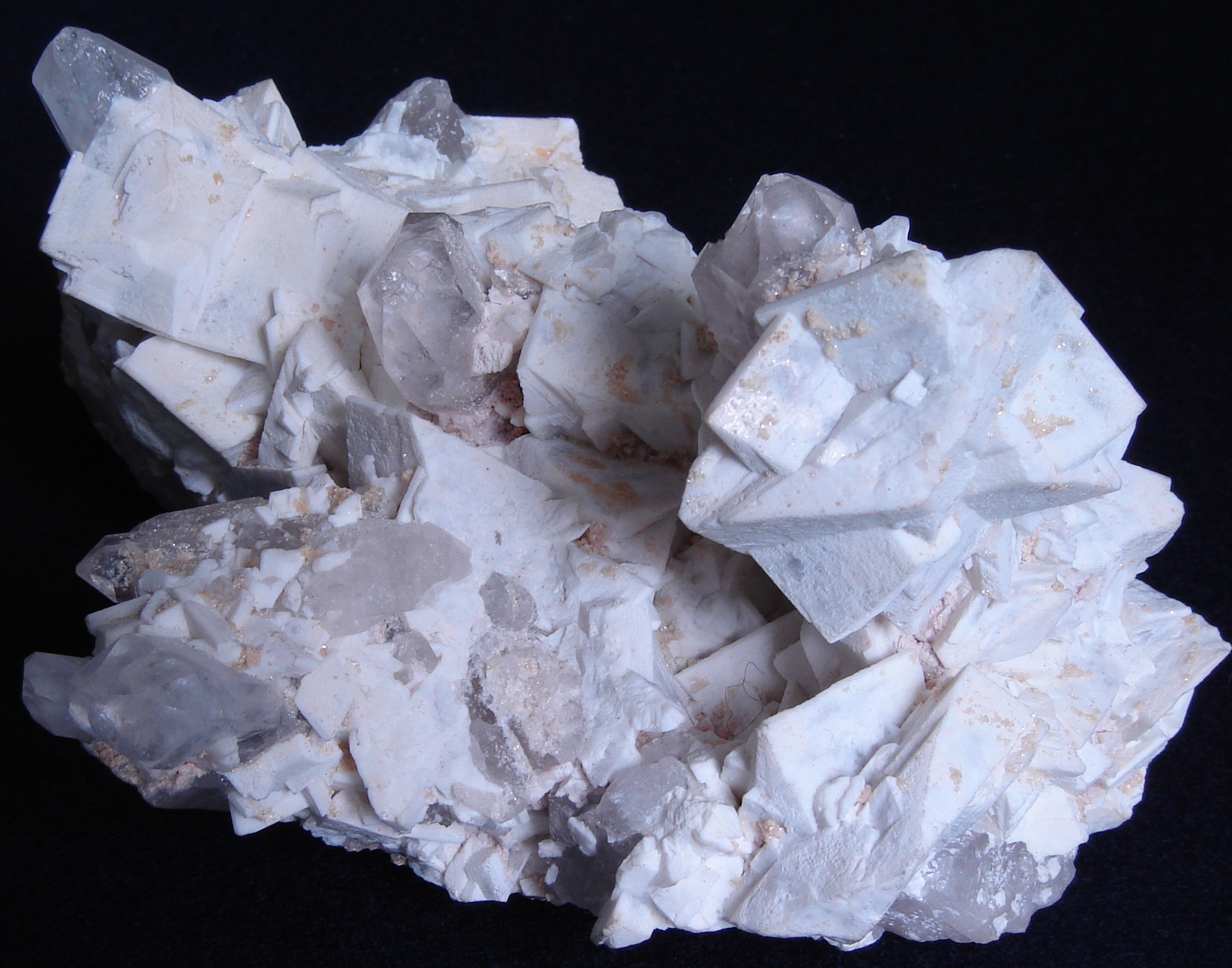
Exemple d'un cristall triclínic

En cristal·lografia, un sistema triclínic és un dels set sistemes cristal·lins. Un sistema cristal·logràfic és descrit per tres vectors base. En el sistema triclínic, el cristall és descrit per vectors de longitud desigual, com en el sistema ortoròmbic. A més, cap dels vectors no és ortogonal amb cap dels altres.

## Classes

triclínic (a ≠ b ≠ c and α ≠ β ≠ γ)

Els cristalls d'aquest sistema es classifiquen en les dues classes següents:
- Pinacoide (o triclínic normal)
- Pedial (o triclinic hemihedral)

## Volum d'una cel·la
El volum d'un paral·lelepípede en què els costats siguin els vectors {\displaystyle {\vec {a}}},
{\displaystyle {\vec {b}}}, {\displaystyle {\vec {c}}} està donat pel triple producte escalar:
{\displaystyle V=|{\vec {c}}\cdot \left({\vec {a}}\times {\vec {b}}\right)|}
Per conveniència, posarem el vector {\displaystyle {\vec {a}}} sobre l'eix {\displaystyle x}, i el
vector {\displaystyle {\vec {b}}} sobre el pla {\displaystyle xy}, llavors tindrem els següents
vectors:
{\displaystyle {\begin{array}{rll}{\vec {a}}&=\langle a,0,0\rangle &\\{\vec {b}}&=\langle b\cos \alpha ,bsen\alpha ,0\rangle &\\{\vec {c}}&=\langle c_{x},c_{y},c_{z}\rangle &\end{array}}}
Per poder fer el triple producte escalar, és necessari conèixer els
components de {\displaystyle {\vec {c}}}. Els podem esbrinar fent els següents
productes escalars:
{\displaystyle {\vec {a}}\cdot {\vec {c}}=ac_{x}=ac\cos \beta }
Per tant:
{\displaystyle c_{x}=c\cos \beta \;}

## Nota
1. ↑  Sistema triclinic a webmineral.com